# Dorfkirche Spiegelhagen

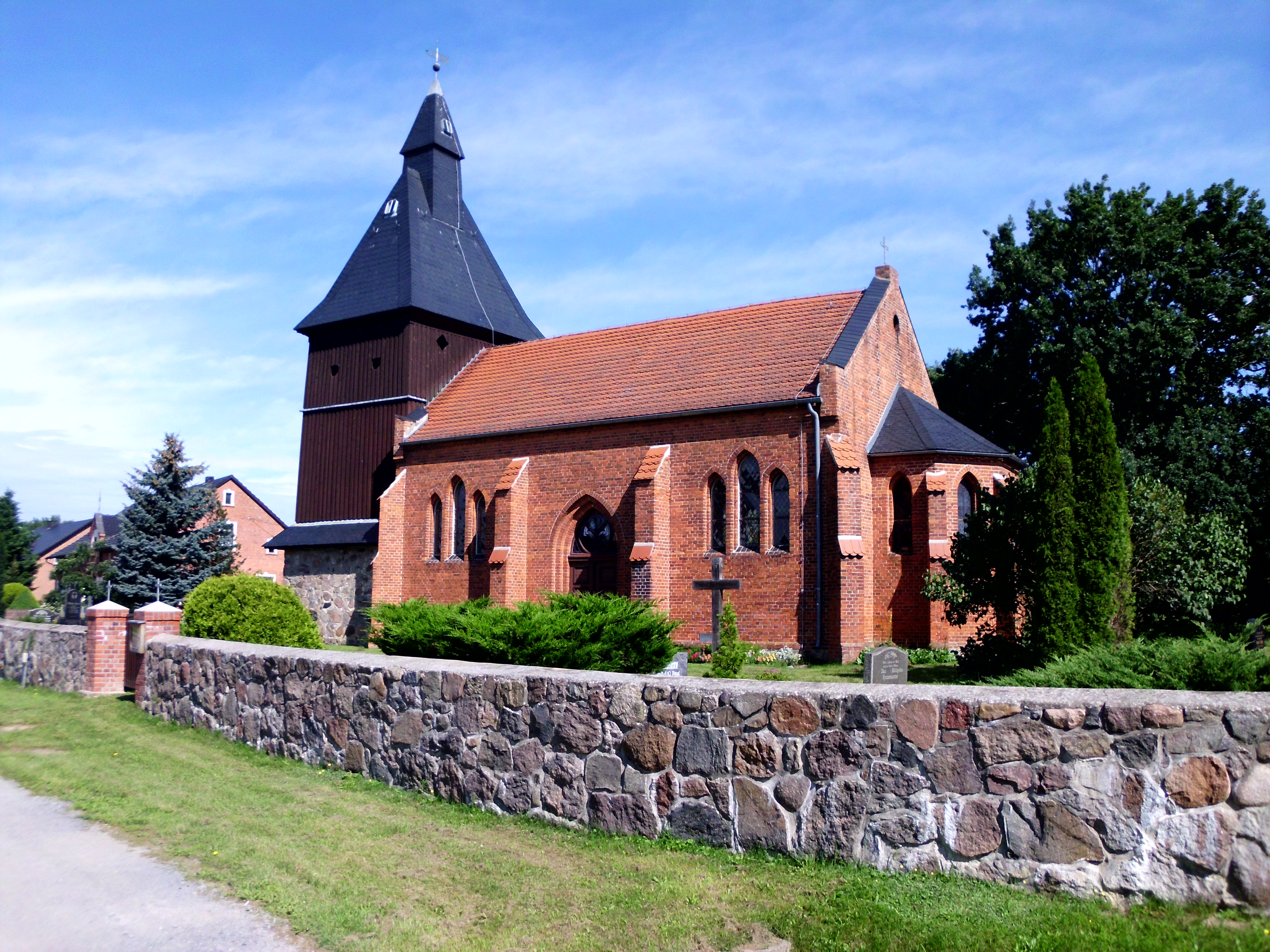
Dorfkirche in Spiegelhagen

Die evangelische Dorfkirche Spiegelhagen ist eine Saalkirche in Spiegelhagen, einem Ortsteil der Stadt Perleberg im brandenburgischen Landkreis Prignitz. Die Kirchengemeinde gehört dem Pfarrsprengel Uenze-Rosenhagen-Krampfer im Kirchenkreis Prignitz der Evangelischen Kirche Berlin-Brandenburg-schlesische Oberlausitz an. Das Gebäude steht unter Denkmalschutz.

## Baubeschreibung
Die Spiegelhagener Dorfkirche wurde 1853 als neugotischer Saalbau mit Polygonalapsis aus Backstein errichtet. Der geböschte verbretterte Westturm ist gut erhalten und stammt noch von einer älteren Vorgängerkirche. Er hat ein steiles Walmdach und einen Dachreiter von 1620 über einem niedrigen spätgotischen Feldsteinunterbau. Das kleine spitzbogige Westportal ist in einer stichbogigen Rahmung eingefasst. Im neugotischen Altarschrein befinden sich drei qualitativ hochwertige Schnitzfiguren aus der zweiten Hälfte des 15. Jahrhunderts: Maria mit Kind, Georg und Barbara.